# Právo exkluzivy
Právo exkluzivy (latinsky ius exclusivae) bylo v katolické církvi oprávnění vetovat výsledek hlasování konkláve panovníkem některé z katolických mocností (Španělsko, Francie a Rakousko) prostřednictvím některého z kardinálů na konkláve přítomných. Právo exkluzivy zrušil v roce 1904 papež Pius X., když jeho použití zakázal pod trestem exkomunikace.

## Případy použití práva exkluzivy
| rok konání konkláve | kardinál, jehož volba byla vetována | kardinál, který vznesl veto    | panovník, jehož jménem bylo veto vzneseno |
| ------------------- | ----------------------------------- | ------------------------------ | ----------------------------------------- |
| 1644                | Giulio Cesare Sacchetti             | Gil Carrillo de Albornoz       | Filip IV. Španělský (Španělsko)           |
| 1721                | Fabrizio Paolucci                   | Michal Bedřich z Althanu       | Karel II. (Rakousko)                      |
| 1730                | Giuseppe Renato Imperiali           | Cornelio Bentivoglio d'Aragona | Filip V. Španělský (Španělsko)            |
| 1758                | Carlo Alberto Guidobono Cavalchini  | Paul d'Albert de Luynes        | Ludvík XV. (Francie)                      |
| 1823                | Antonio Gabriele Severoli           | Giuseppe Albani                | František II. (Rakousko)                  |
| 1830–1831           | Giacomo Giustiniani                 | Juan Francisco Marco y Catalán | Ferdinand VII. (Španělsko)                |
| 1903                | Mariano Rampolla del Tindaro        | Jan Maurycy Paweł Puzyna       | František Josef I. (Rakousko)             |